# Kaple svaté Anny (Černé Budy)
Kaple svaté Anny se nachází na severozápadním okraji města Sázavy v městské části Černé Budy na úbočí vrchu Veletín (v některých pramenech Beletín), před hřbitovní zdí. Současná stavba pochází z počátku 19. století.

## Popis

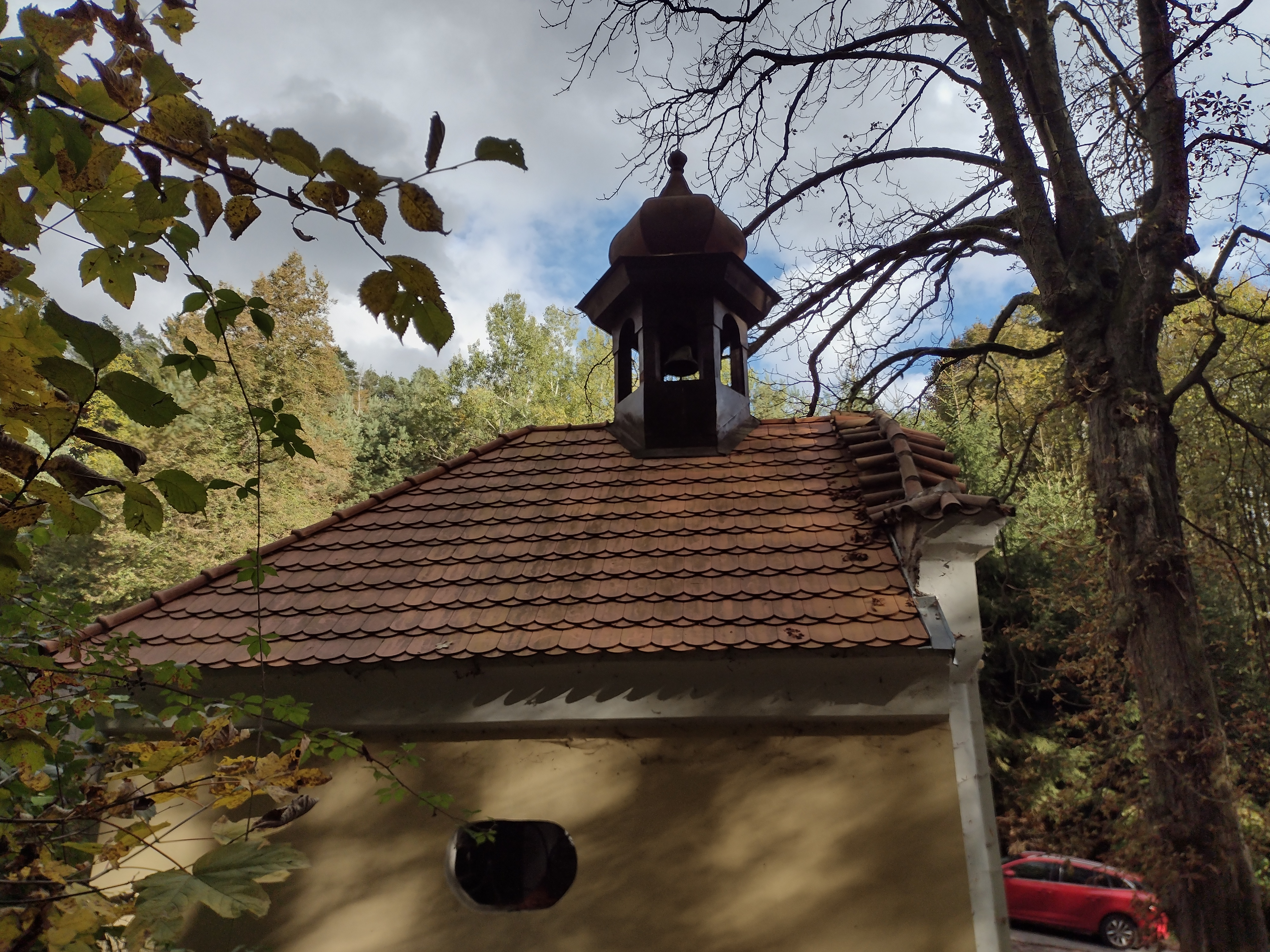
Detail sanktusníku

Kaple má obdélníkový půdorys, orientovaný ve směru sever-jih. Stavba má sedlovou střechu, krytou taškami, zatímco štít průčelí je chráněn prejzy. V hřebeni střechy je umístěna šestiboká věžička s cibulkou pokrytou plechem. Na vrcholu věžičky je vztyčen kříž a uvnitř zavěšen malý zvon. Tento stavební prvek se nazývá sanktusník. V bíle omítnutém interiéru bez ozdob je umístěn oltář s nástěnným obrazem Panny Marie a dřevěné kříže. Na stropě lze přečíst nápis restaurovaný při poslední opravě v roce 1998 (transliterace):
„Tato kaple od dobrodinců obnowena a okrásslena bila Leta Páně 1815 a 1816
Pane, račiž nás odměniti wssem, swim Božským požehnánim
Znowu oprawena L.P. 1928 a 1998“

Současná stavba pochází z počátku 19. století. Z hlediska architektury je kombinací barokní dispozice stavby s klasicistní fasádou. V Čechách na počátku 19. století bylo podobné řešení dosti časté. Na kapli nalezneme vedle sebe například typicky barokní sanktusník a současně fasádu prakticky bez zdobných prvků, kromě dvou pilastrů naznačených na průčelí.
Na státním seznamu kulturních památek je tato nemovitost evidována pod číslem 2-3522, rejstříkové číslo ÚSKP 36637/2-3522 z roku 1987.
Podle záznamu v katastru nemovitostí kaple stojí v obci Sázava, na katastrální území Černé Budy, na lesní pozemkové parcele č. 724 a je v majetku Benediktinského opatství Panny Marie a sv. Jeronýma v Emauzích v Praze.

## Historie
Kaple leží u starobylé komunikace spojující Sázavský klášter se Stříbrnou Skalicí a dále s Prahou. Cesta je nejkratším možným spojením se Stříbrnou Skalicí, vedeným od kláštera v Černých Budech nejprve vzhůru ke kapli sv. Anny, a odtud podél hřebene Krkavčích skal, který odděluje údolí řeky Sázavy a Nučického (Vlkančického) potoka. Kaple je zakreslena již na I. vojenském mapování, které probíhalo v letech 1764-1768 s rektifikaci v letech 1770-1773. O starších podobách kaple, z doby před současnou stavbou z počátku 19. století, nejsou známy věrohodné historické prameny. V místě nebyl prováděn archeologický průzkum. Kosmův pokračovatel, známý jako Mnich sázavský, ve své Kronice zmiňuje kapli sv. Anny v Sázavě založenou Silvestrem, opatem Sázavského kláštera, již ve 12. století. Původní poloha této kaple je neznámá a nelze ji s jistotou ztotožnit s aktuálním umístěním.
Přilehlý sázavský hřbitov s kaplí přímo nesouvisí, byl zřízen až v roce 1934.
V kapli, příslušející k Pražské arcidiecézi a Římskokatolické farnosti Sázava – Černé Budy, se v současnosti nekonají pravidelné bohoslužby. Pouze zvon zavěšený v sanktusníku je využíván jako umíráček při pohřebních obřadech na sousedním hřbitově.